# Josefina Martínez Álvarez
Josefina Martínez Álvarez (Uviéu, Espanya, 11 d'abril de 1937) és una catedràtica asturiana de literatura espanyola, membre fundadora de l'Acadèmia de la Llingua Asturiana. A més, és membre de nombre permanent en el Real Institutu d'Estudis Asturians (RIDEA), havent estat presidenta de la Comissió segona (Història, Geografia, Antropologia, Folklore i Etnografia).

## Biografia
Llicenciada en Filologia Romànica per la Universitat d'Oviedo el 1960 i doctora en la mateixa matèria el 1967, per la tesi de la qual ‘’Bable i castellà en el concejo d'Oviedo’’ va rebre el premi José Fernández, és catedràtica de llengua espanyola a la Universitat d'Oviedo des de 1983. A pesar que des de finals dels anys vuitanta va deixar de desenvolupar la seva activitat dins de la asturianística, ha realitzat monografies dialectals sobre la parla d'Oviedo, per la qual cosa és considerada una de les majors expertes en el dialecte del concejo de la capital d'Astúries.
En canvi, des d'aquesta data treballa en altres institucions, fent la seva labor de catedràtica de literatura castellana, dins d'associacions com la Societat Espanyola de Lingüística i a l'Associació Internacional d'Història de la Llengua Espanyola. És la vídua del filòleg i acadèmic de l'Acadèmia de la Llengua Asturiana i la RAE Emilio Alarcos Llorach. A més, és directora de la Càtedra Emilio Alarcos Llorach i des de desembre de 2015 acadèmica corresponent de la RAE, de manera que pot assistir a les juntes de l'Acadèmia i tenir veu únicament quan s'estiguin tractant temes lingüístics o literaris.
Durant els últims anys, ha treballat en la normalització de l'asturià com a membre de la Xunta Assessora de Toponima del Principat d'Astúries.
Ha publicat multitud de treballs referents a la llengua espanyola, a la seva història, als dialectes d'Espanya i a la crítica literària.

## Monografies dialectals
- Bable i Castellà en el Concejo d'Oviedo, Josefina Martínez Álvarez (1967)